# Urtidsparken
Urtidsparken, engelsk originaltitel Jurassic Park, är en roman från 1990 av Michael Crichton, som handlar om återuppväckande av dinosaurier. En filmatisering med titeln Jurassic Park gjordes i regi av Steven Spielberg 1993.

## Mottagande
Boken blev en storsäljare, och Michael Crichtons signaturroman. Den fick också bra kritik av recensenterna. Boken blev ännu mer berömd genom filmatiseringen, som gick med över $900 miljoner i vinst,

### Fotnoter
1. ↑  Jurassic Park (1993). Box Office Mojo (24 september 1993). Läst 17 april 2011.